# فوتوکینا

نمادِ فوتوکینا

فوتوکینا (با نام تجاریِ Photokina) بزرگترین نمایشگاه تجاری جهان در حوزه عکاسی، فیلم و فناوری‌های تصویری است.

## تاریخچه
نخستین دورهٔ فوتوکینا در شهر کلن آلمان و در سال ۱۹۵۰ برگزار شد و هم‌اکنون به‌شکل دوسالانه در ماه سپتامبر در نمایشگاهی در همین شهر برگزار می‌شود. طبق اعلام سایت رسمی فوتوکینا، این نمایشگاه از سال ۲۰۱۸ به بعد سالانه برگزار خواهدشد.
- فتوکینای ۲۰۱۰ از ۲۱ تا ۲۶ سپتامبر برگزار شد. در این دوره شرکت کنندگانی از ۴۵ کشور با بیش از ۱۸۰ هزار بازدیدکننده شرکت داشتند.[۱]